# غروفنهورست (بيدفوردشير)
غروفنهورست (بالإنجليزية: Gravenhurst, Bedfordshire)‏ هي قرية و أبرشية مدنية تقع في المملكة المتحدة في Central Bedfordshire.